# Buittle Bridge
Die Buittle Bridge ist eine Straßenbrücke nahe der schottischen Ortschaft Dalbeattie in der Council Area Dumfries and Galloway. 1971 wurde das Bauwerk in die schottischen Denkmallisten in der höchsten Denkmalkategorie A aufgenommen. Eine weitere Einstufung als Scheduled Monument wurde 1996 aufgehoben.

## Beschreibung
Die wenige hundert Meter westlich von Dalbeattie gelegene Buittle Bridge ersetzte eine ältere zweibögige Brücke. Diese befand sich ein kurzes Stück flussaufwärts und fiel wenige Jahre nach Fertigstellung einem Hochwasser zum Opfer.
Die 1797 erbaut Buittle Bridge führt die A711 über das Urr Water. Sie überspannt den Fluss mit einem einzelnen, rund 27 m weiten, flachen ausgemauerten Segmentbogen. In Anbetracht des Baujahrs ist die Spanne bemerkenswert. Ihr Mauerwerk besteht aus grob zu Quadern behauenem Bruchstein. Gemauerte Brüstungen begrenzen die Fahrbahn. Sie wurden zwischenzeitlich neu aufgebaut und schließen mit Natursteinkappen. An der Ostseite sind sie jenseits der Brücke noch ein weites Stück entlang der Straße geführt. Deren Verlauf beschreibt auf der Brücke einen Buckel.